# 슬라프체프 토셰프
슬라프체프 토셰프(불가리아어: Славчев Тошев, 1960년 6월 13일~)는 불가리아의 은퇴한 축구 선수이다. 과거 토체프라는 등록명으로 유공 코끼리에서 활동하였으며 유공은 본인(토체프)에 앞서 1986년 12월 3일 입단 한 이문영이 주전으로 좋은 모습을 보여줬으나  유대순의 급성장 때문에 주전 경쟁에서 차츰 밀리기 시작했다. 
이후 이문영이 프로 6년차가 된 1992년 당시 구단들이 6년차 선수들의 FA 신분 제도를 폐지하는 담합을 벌인 여파 때문에  이 해를 끝으로 은퇴하게 되자  당시 주전으로 기용할 만한 골키퍼 요원이 유대순 밖에 없어 1993년 2월 1일 드라간을 입국시켜 입단 테스트를 받게 했지만 당시 소속팀(포르티모넨스)의 이적 동의를 얻지 못해 입단계약이 좌절되기도 했다.